# Gouden valse snapper
De gouden valse snapper (Nemipterus virgatus) is een straalvinnige vis uit de familie van valse snappers (Nemipteridae) en behoort derhalve tot de orde van baarsachtigen (Perciformes). De vis kan een lengte bereiken van 35 cm.

## Leefomgeving
Nemipterus virgatus is een zoutwatervis. De vis prefereert een tropisch klimaat en leeft hoofdzakelijk in de Grote Oceaan. De diepteverspreiding is 0 tot 220 m onder het wateroppervlak.

## Relatie tot de mens
Nemipterus virgatus is voor de visserij van aanzienlijk commercieel belang. In de hengelsport wordt er weinig op de vis gejaagd.